# U̦
Cette page contient des caractères spéciaux ou non latins. S’ils s’affichent mal (▯, ?, etc.), consultez la page d’aide Unicode.
U̦ (minuscule : u̦), appelé U virgule souscrite, est un graphème utilisé dans l’écriture du yanomamö. Il s’agit de la lettre U diacritée d’une virgule souscrite.

## Utilisation
Le U virgule souscrite est utilisé en yanomamö pour représenter une voyelle u nasalisée, certains ouvrages utilisent plutôt le u cédille ‹ U̧ u̧ › ou le U ogonek ‹ Ų ų ›.

## Représentations informatiques
Le U virgule souscrite peut être représenté avec les caractères Unicode suivants (latin de base, diacritiques) :
| formes    | représentations | chaînes de caractères | points de code | descriptions                                            |
| --------- | --------------- | --------------------- | -------------- | ------------------------------------------------------- |
| capitale  | U̦               | U◌̦                    | U+0055 U+0326  | lettre majuscule latine u diacritique virgule souscrite |
| minuscule | u̦               | u◌̦                    | U+0075 U+0326  | lettre minuscule latine u diacritique virgule souscrite |